# NGC 4298
NGC 4298 là tên của một thiên hà xoắn ốc kết cụm nằm trong chòm sao Hậu Phát. Khoảng cách của thiên hà này với trái đất của chúng ta khoảng xấp xỉ 53 triệu năm ánh sáng. Nó là thiên hà thành viên của cụm Xử Nữ. Vào ngày 8 tháng 4 năm 1784, nhà thiên văn học người Anh gốc Đức William Herschel đã phát hiện ra thiên hà này.

## Tương tác với NGC 4302
Thiên hà NGC cho thấy nó bắt cặp và tương tác với thiên hà NGC 4302. Bằng chứng của sự tương tác này là sự phân bổ không cân bằng và bất đối xứng của các ngôi sao, một cây cầu thủy triều tạo thành từ các ngôi sao nối 2 thiên hà, một tỉ lệ hình thành sao bất thường và cuối cùng là một cái đuôi HI. Tuy nhiên cái đuôi này cũng là kết quả của áp suất nén. Hai thiên hà này cách nhau 36000 năm ánh sáng (tương đương 11000 parsec).

## Áp suất nén
Sự hiện diện của một đĩa khí thiên hà bị cắt cụt, sự phân bố không đối xứng và phân cực liên tục của sóng vô tuyến, đuôi HI và tính bất đối xứng của vị trí các chất khí ở vị trí tương tự cho thấy rằng thiên hà này đang chịu áp suất nén.

## Dữ liệu hiện tại
Theo như quan sát, đây là thiên hà nằm trong chòm sao Hậu Phát và dưới đây là một số dữ liệu khác:
Xích kinh 12h 21m 32.7s
Độ nghiêng 14° 36′ 22″
Giá trị dịch chuyển đỏ 0.003786
Vận tốc xuyên tâm 1135 km/s
Cấp sao biểu kiến 12.5
Kích thước biểu kiến 3.30 x 1.24
Khối lượng 1.5 × 1010 lần khối lượng mặt trời
Loại thiên hà SA(rs)c